# عشبية حليزنية سيروبيديكية
عشبية حليزنية سيروبيديكية (الاسم العلمي: Herbaspirillum seropedicae) هي نوع من البكتيريا، سلبية الغرام، تتبع جنس عشبية حليزنية.